# Bahiai sörtéstapakúló
A bahiai sörtéstapakúló (Merulaxis stresemanni) a madarak (Aves) osztályának a verébalakúak (Passeriformes) rendjébe, ezen belül a fedettcsőrűfélék (Rhinocryptidae) családjába tartozó faj.

## Rendszerezése
A fajt Helmut Sick német-brazil ornitológus írta le 1960-ban.

## Előfordulása
A Brazília délkeleti részén lévő Bahia államban honos. Természetes élőhelyei a szubtrópusi és trópusi száraz erdők és másodlagos erdők.

## Megjelenése
Testhossza 19-20 centiméter.

## Természetvédelmi helyzete
Az elterjedési területe rendkívül kicsi, egyedszáma 50 alatti és csökken. A Természetvédelmi Világszövetség Vörös listáján súlyosan veszélyeztetett fajként szerepel.